# Reese's Peanut Butter Cups

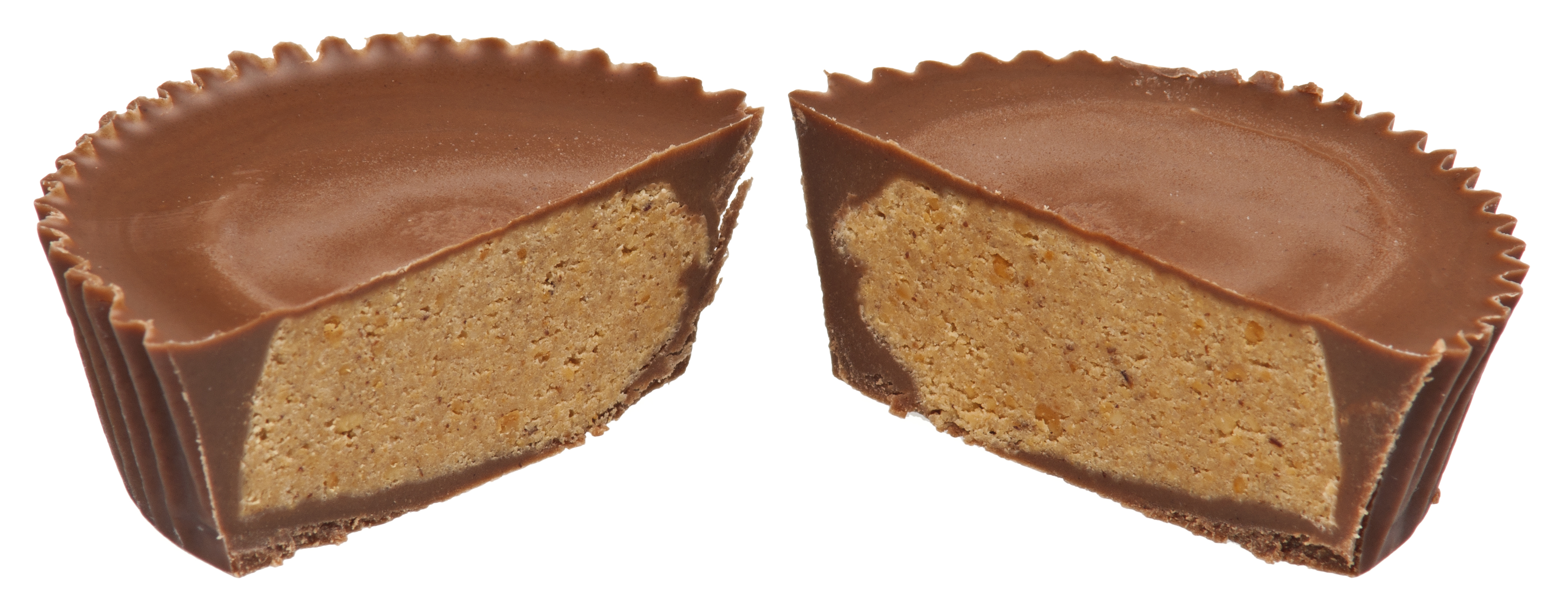
Reese's Peanut Butter Cups

Reese's Peanut Butter Cups är ett amerikanskt godis bestående av chokladbitar fyllda med jordnötssmör som produceras av Hershey Company. Produktionen startade 1928 och produkten finns i smakerna vit choklad, ljus choklad och mörk choklad.